# Gladbrook
Gladbrook és una població dels Estats Units a l'estat d'Iowa. Segons el cens del 2000 tenia 1.015 habitants.

## Demografia
Segons el cens del 2000, Gladbrook tenia 1.015 habitants, 408 habitatges, i 263 famílies. La densitat de població era de 559,8 habitants/km².
Dels 408 habitatges en un 29,7% hi vivien nens de menys de 18 anys, en un 52,7% hi vivien parelles casades, en un 8,3% dones solteres, i en un 35,3% no eren unitats familiars. En el 31,1% dels habitatges hi vivien persones soles el 21,3% de les quals corresponia a persones de 65 anys o més que vivien soles. El nombre mitjà de persones vivint en cada habitatge era de 2,35 i el nombre mitjà de persones que vivien en cada família era de 2,91.
Per edats la població es repartia de la següent manera: un 24,9% tenia menys de 18 anys, un 5,9% entre 18 i 24, un 24,2% entre 25 i 44, un 16,9% de 45 a 60 i un 28% 65 anys o més.
L'edat mediana era de 42 anys. Per cada 100 dones de 18 o més anys hi havia 79,7 homes.
La renda mediana per habitatge era de 38.167 $ i la renda mediana per família de 41.797 $. Els homes tenien una renda mediana de 34.028 $ mentre que les dones 21.161 $. La renda per capita de la població era de 18.484 $. Entorn del 4,2% de les famílies i el 6,3% de la població estaven per davall del llindar de pobresa.

## Poblacions més properes
El següent diagrama mostra les poblacions més properes.